# Megaupload
Мегааплоуд (енгл. Megaupload) је компанија са седиштем у Хонгконгу која управља истоименим сајтом за хостинг megaupload.com. Сајт је почео са радом 21. марта 2005. Оснивач сајта је Ким Шмиц, познат и као Ким „Дотком“.
Министарство правде САД је 19. јануара 2012. угасило сајт због интернет пиратерије. Истовремено је подигнута оптужница против седам појединаца и две компаније због сумње да су оштетили власнике ауторских права за око 500 милиона долара. Ким Шмиц је истог дана ухапшен на Новом Зеланду по потерници из САД.
Након гашења сајта, уследили су хакерски напади на сајтове издавачких кућа и америчке владе. Одговорност за ове нападе преузела је хакерска групација „Анонимус”. Дан након гашења сајта поједини медији су известили да се Мегааплоуд покушава поново активирати користећи бројчану адресу.